# Sadao Araki
El baró  Sadao Araki  (荒木 貞夫, Araki Sadao, Komae, Tòquio, 26 de maig de 1877 – Totsukawa, Nara, 2 de novembre de 1966) va ser un general de l'Exèrcit Imperial Japonès. Va ser el líder del Kōdōha («Facció del Camí Imperial»), la facció més ultranacionalista i militarista de les dues que es van enfrontar al si de l'Exèrcit a la dècada de 1930.
Va ser ministre de Guerra durant els governs de Tsuyoshi Inukai i de Makoto Saito (1931–1934). Després de l'incident del 26 de febrer de 1936 va ser obligat a passar a la reserva. Poc després va ser ministre d'educació amb els primers ministres Fumimaro Konoe i Kiichiro Hiranuma (1937–1939), i va promulgar durant el seu mandat els Fonaments del Règim Nacional, unes mesures ultranacionalistes i militaristes que regirien el sistema educatiu japonès. Després de la Segona Guerra Mundial va ser condemnat a cadena perpètua pel Tribunal de Tòquio, però va ser posat en llibertat condicional el 1955.

## Biografia

### Carrera militar
Araki va néixer a Komae el 1877. El seu pare havia estat un antic criat samurai d'una de les branques familiars del clan Tokugawa. Araki es va graduar a l'Acadèmia de l'Exèrcit Imperial Japonès el novembre de 1897, i al juny de l'any següent va ser ascendit a tinent segon. Promogut al rang de tinent el novembre de 1900 i a capità el juny de 1904, Araki va servir com a comandant de batalló en el 1r Regiment Imperial durant la Guerra russo-japonesa. A diferència d'altres dels seus companys a l'Exèrcit, Araki era dels oficials militars que havia ascendit fins a la seva posició des d'una posició social molt baixa.
Després d'estar destinat durant un temps com a agregat militar a Sant Petersburg, el 1915 va ser nomenat comandant de l'Exèrcit de Kwantung. Després del final de la Primera Guerra Mundial, Araki va servir com a oficial d'Estat Major a la caserna general de l'Exèrcit expedicionari japonès, a la ciutat russa de Vladivostok, durant la intervenció aliada a Sibèria. Araki va dur a terme nombroses operacions secretes després de les línies enemigues a l'Extrem Orient Rus.
El 1931 va ser nomenat ministre de la guerra al govern encapçalat pel Primer ministre Inukai Tsuyoshi. El nou ministre de la guerra era un dels militars més admirats entre els joves oficials radicals, especialment pel caràcter agressiu i partidari de l'expansionisme japonès.

### El Kōdōha i l'Incident del 26 de febrer
Durant la seva etapa com a ministre de guerra, Araki va donar suport sense reserves a Shirō Ishii i el seu projecte d'investigacions a través de la Unitat 731.
Igual que tots els militars membres de la Kōdōha («Facció del Camí Imperial»), Araki creia en la supremacia dels soldats japonesos, impregnats del «poder espiritual», de l'esperit Yamato, i rebutjava els principis liberals, per això va participar activament en la campanya contra el constitucionalista Tatsukichi Minobe. Així mateix, defensava la violència per enderrocar l'ordre establert, a diferència de Tōseiha («Facció de Control»), l'altra facció ultranacionalista i militarista de l'Exèrcit, encara que una mica més moderada. L'enfrontament entre les dues faccions es va produir a mitjan 1935 quan el general Jinzaburo Mazaki, l'altre líder de Kōdōha, va ser destituït com a Inspector General de Formació Militar, el tercer càrrec en importància a l'Exèrcit imperial, després del ministre de guerra i el cap de l'Estat Major. La reacció immediata de Kōdōha va ser l'assassinat del Cap d'Afers Militars del Ministeri de la Guerra, el general Tetsuzan Nagata, un dels membres més destacats de Tosehija, i que es culpava de la destitució de Mazaki.
La represàlia no va quedar aquí, sinó que els oficials de Kōdōha van dur a terme un cop d'estat militar conegut com a l'incident del 26 de febrer de 1936, durant el qual van ser assassinats tres importants líders polítics i militars: l'antic primer ministre Makoto Saito, el ministre d'Hisenda Korekiyo Takahashi i el general Jotaro Watanabe, que havia substituït Mazaki en el càrrec d'Inspector General de Formació Militar. També va morir el cunyat del primer ministre Keisuke Okada perquè els assassins el van confondre amb ell, i així va aconseguir salvar la vida. Per la seva banda, el gran ximple imperial Kantaro Suzuki va rebre tres trets, però va aconseguir sobreviure. Finalment, el cop d'estat va fracassar i els seus líders van ser condemnats a mort i executats —alguns es van suïcidar. Igual que el general Mazaki, el general Araki no va intervenir en la rebel·lió, però va demanar que no fos reprimida, per la qual cosa va ser passat a la reserva, i es va canviar la llei perquè no pogués ser nomenat mai ministre de la Guerra, ja que es va establir que només els militars en actiu podrien ocupar el càrrec.

### Últims anys

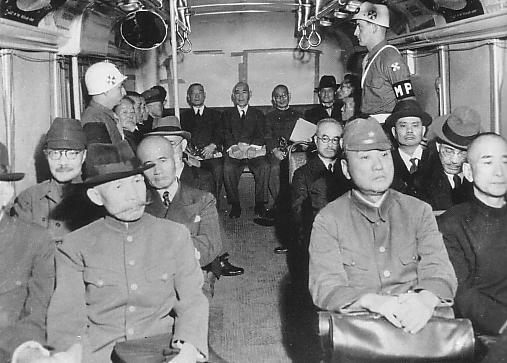
Sadao Araki juntament amb altres presoners de classe A.

Després de la Segona Guerra Mundial, el baró Araki va ser arrestat per les autoritats nord-americanes d'ocupació i portat davant del Tribunal Militar Internacional per a l'Extrem Orient, on va ser jutjat per crims de classe A. Va ser condemnat a cadena perpètua per conspirar per organitzar una guerra d'agressió, encara que en 1955 seria alliberat de la presó de Sugamo per raons de salut. Igual que altres nobles japonesos, amb l'abolició del Kazoku el 1947 va perdre el títol hereditari. Araki va morir el 1966. La seva tomba es troba al Cementiri Tama de Fuchū, a Tòquio.

## Condecoracions
- Orde del Tresor Sagrat (1a Classe)
- Orde del Milà Daurat (2a Classe)
- Orde del Sol Naixent (1a Classe)